# Abbas Araghchi
Abbas Araghchi (en persa: سیّد عباس عراقچی‎); también escrito Araqchi, (Teherán, 5 de diciembre de 1962) es un diplomático y político iraní, actual ministro de Relaciones Exteriores de Irán desde agosto de 2024. Anteriormente se desempeñó como portavoz del Ministerio de Asuntos Exteriores en 2013.

## Biografía
Araghchi nació el 5 de diciembre de 1962 en Teherán, Irán, en el seno de una destacada familia de comerciantes de alfombras persas. Tiene tres hermanas y tres hermanos, la mayoría de los cuales se dedican al comercio, siguiendo la tradición familiar iniciada por su abuelo, también comerciante de alfombras. Su padre falleció cuando Araghchi tenía 17 años. Se encuentra casado con Bahareh Abdollahi y tienen tres hijos.

## Educación
Araghchi obtuvo la licenciatura en Relaciones Internacionales en la Escuela de Relaciones Internacionales, dependiente del Ministerio de Asuntos Exteriores. Posteriormente, cursó una maestría en Ciencias Políticas en la Universidad Islámica Azad, en su sede central de Teherán. Además, Araghchi tiene un doctorado en Pensamiento Político de la Universidad de Kent con una tesis titulada «La evolución del concepto de participación política en el pensamiento político islámico del siglo XX» (1996). Tiene dominio en los idiomas árabe e inglés.

## Carrera
Araghchi ingresó al Ministerio de Asuntos Exteriores de Irán en 1989. A principios de la década de 1990, se desempeñó como encargado de negocios de la Misión Permanente de la República Islámica de Irán ante la Organización de la Conferencia Islámica, con sede en Yeddah, Arabia Saudita.
Antes de convertirse en Embajador, fue director general del Instituto de Estudios Políticos e Internacionales (IPIS). De 2004 a 2005 actuó como decano de la Escuela de Relaciones Internacionales.
Se desempeñó como embajador en Finlandia (1999-2003) y Japón (2008-2011).
También fue diputado político en el Ministerio de Relaciones Exteriores de 2017 a 2021. Ocupó el cargo de Adjunto para Asuntos de Asia y el Pacífico y la Commonwealth y Asuntos Jurídicos e Internacionales del Ministerio de Asuntos Exteriores.
Se desempeñó como negociador nuclear jefe de Irán en las conversaciones con el P5+1, en el gobierno de Hassan Rouhani.

## Ministro de Asuntos Exteriores
Araghchi fue propuesto como Ministro de Asuntos Exteriores en el gabinete del presidente Masoud Pezeshkian a partir del 11 de agosto de 2024. Finalmente, asumió el cargo tras recibir el voto de confianza de la Asamblea Consultiva Islámica el 21 de agosto. En una entrevista en diciembre, afirmó que «2025 será un año importante en lo que respecta al problema nuclear de Irán». Esto se produce como reacción a la inminente asunción de Donald Trump como nuevo presidente de Estados Unidos, a los rumores de nuevas sanciones económicas y a que el rial iraní haya alcanzado un mínimo de 820 500 por dólar.
En enero de 2025, Araghchi se convirtió en el primer ministro de Asuntos Exteriores iraní en visitar Afganistán desde 2017, y el primero en hacerlo desde la toma de poder de los talibanes en 2021.